# Javier Gil
Pour les articles homonymes, voir Gil.
Gil  Torregrosa est un nom espagnol. Le premier nom de famille, en général paternel, est Gil ; le second, en général maternel, souvent omis, est Torregrosa.
Javier "Javi" Gil Torregrosa, né le 16 septembre 1996 à Orihuela dans la Communauté valencienne, est un coureur cycliste espagnol. 

## Biographie
Issu d'une famille de pratiquants, Javier Gil participe à ses premières courses cyclistes à 12,, ou 14 ans,. Il commence sa carrière au CC Almoradí, puis court au sein des équipes Llopis et Giménez Ganga (CC Sax).
En 2016, il s'impose au classement final du Challenge de la Communauté valencienne. Il rejoint ensuite le club Baqué-BH en Biscaye, où il court pendant trois ans. Bon puncheur, il s'impose sur le Xanisteban Saria en 2018 et obtient diverses places d'honneur dans des épreuves du calendrier basque. Il se distingue également dans les courses par étapes du calendrier national en terminant troisième du Tour de Castellón 2017, ou encore deuxième du Tour de Guadalentín en 2019. 
Après une saison au club Netllar Telecom-Alé, il tente sa chance au niveau continental à partir de 2021 en rejoignant la formation Bahrain Cycling Academy. En janvier 2022, il termine cinquième du Tour of Sharjah (2.2) tout en ayant remporté la quatrième étape, devant son coéquipier Eusebio Pascual.

## Palmarès
- 2016
  - Challenge de la Communauté valencienne
- 2017
  - 3e du Tour de Castellón
  - 3e de la Klasika Lemoiz
- 2018
  - Xanisteban Saria
  - 2e du Trofeo Santiago en Cos
  - 3e du Premio Primavera
- 2019
  - 2e du Tour de Guadalentín
- 2022
  - 4e étape du Tour of Sharjah

## Classements mondiaux
| Année                                 | 2022  |
| ------------------------------------- | ----- |
| Classement mondial                    | 1551e |
| UCI Europe Tour                       | 1039e |
|                                       |       |
| Légende : nc = non classéSource : UCI |       |